# Sinaasappeloorlog
De Sinaasappeloorlog (Spaans: Guerra de las Naranjas, Portugees: Guerra das Laranjas) was een kort militair conflict tussen Spanje en Portugal in 1801.

## Achtergrond
Portugal was al sinds 1373 een bondgenoot van Engeland en Groot-Brittannië. Spanje had echter in 1796 (na de nederlaag tegen de Fransen in de Pyreneeënoorlog) een alliantie met revolutionair Frankrijk gesloten, zonder Portugal (Spanjes bondgenoot in de Pyreneeënoorlog) bij deze beslissing te betrekken.
Spanje en Frankrijk herbevestigden hun bondgenootschap met het Verdrag van San Ildefonso in 1800. Vervolgens zetten de Franse Eerste Consul Napoleon Bonaparte en de Spaanse premier Manuel de Godoy Portugal onder druk om zijn bondgenootschap met Groot-Brittannië te verbreken en zich aan te sluiten bij de Spaans-Franse alliantie tegen de Britten. Ook eiste Napoleon dat Portugal een groot deel van zijn grondgebied zou opgeven aan Frankrijk.
In januari 1801 kregen de Portugezen een ultimatum waarin geëist werd dat Portugal:
- zijn bondgenootschap met Groot-Brittannië zou verbreken en zijn havens zou sluiten voor Britse schepen
- zijn havens zou openen voor Franse en Spaanse schepen
- een kwart van zijn grondgebied zou opgeven als garantie voor de teruggave van Spaanse eilanden die door de Britten bezet waren (Trinidad, Minorca en Malta)
- herstelbetalingen aan Frankrijk en Spanje zou doen
- zijn grenzen met Spanje zou herzien.

Als Portugal niet aan dit ultimatum voldeed, zou het worden aangevallen door het Spaanse leger, gesteund door 15.000 Franse soldaten. Portugal verwierp echter het ultimatum, waarop Spanje Portugal de oorlog verklaarde.

## Verloop
In mei 1801 bereikten de Spaanse troepen onder bevel van Godoy de Spaans-Portugese grens. De Portugezen waren slecht voorbereid op de oorlog en hadden maar 16.000 man infanterie en 2.000 man cavalerie tot hun beschikking. Op 20 mei vielen de Spanjaarden de Zuid-Portugese regio Alentejo binnen, versloegen de Portugezen en namen zonder tegenstand een reeks steden in: Olivenza, Juromenha, Arronches, Portalegre, Castelo de Vide, Barbacena en Ouguela. Campo Maior viel na 18 dagen en Elvas werd belegerd tot het einde van de oorlog.

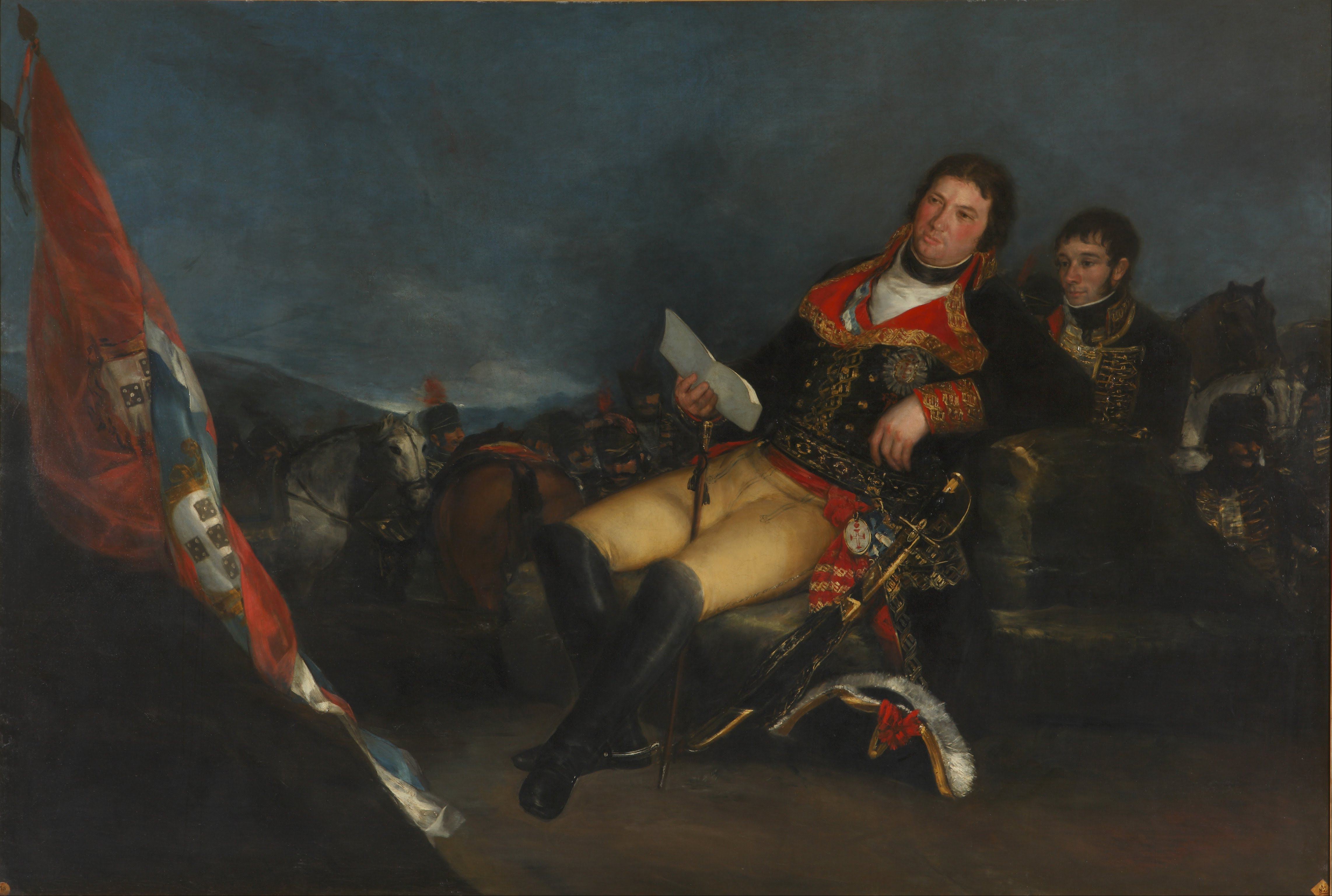
De Spaanse premier Manuel de Godoy plukte twee sinaasappels bij Elvas en stuurde die naar koningin Maria Louisa met het bericht dat hij binnenkort in Lissabon zou staan.

Na de overwinning plukte Godoy twee sinaasappels bij Elvas en stuurde die naar koningin Maria Louisa met het bericht dat hij binnenkort in Lissabon zou staan. Naar aanleiding van deze gebeurtenis werd het conflict de "Sinaasappeloorlog" genoemd.

## Vrede
Op 6 juni sloten Spanje en Portugal vrede met het Verdrag van Badajoz. Portugal stond hierbij Olivenza en enkele andere forten af aan Spanje. Ook deed Portugal herstelbetalingen aan Spanje en sloot het land zijn havens voor Britse schepen.
Napoleon was ontevreden met het resultaat van de bliksemoorlog en stuurde de Franse troepen in Spanje, onder bevel van zijn zwager Charles Leclerc, Portugal binnen. De Portugezen waren gedwongen om op 29 september het Verdrag van Madrid te tekenen, waarbij Portugal overeenkwam om 20 miljoen francs aan Frankrijk te betalen en Guyana aan Frankrijk af te staan.

## Nasleep
Na de rampzalige Frans-Spaanse nederlaag in de Slag bij Trafalgar in 1805 sloot Portugal zich weer aan bij de Britten. Frankrijk en Spanje tekenden hierop het Verdrag van Fontainebleau in 1807 waarbij ze overeenkwamen om Portugal en zijn kolonies tussen zich op te delen. In november 1807 stuurde Napoleon een leger naar Spanje voor een invasie van Portugal, en op 1 december werd Lissabon ingenomen. Spanje steunde de invasie, maar Napoleon bleek al snel heel andere plannen te hebben. De Franse troepen bezetten ook Spanje en Napoleon plaatste zijn broer Jozef Bonaparte op de Spaanse troon. Hiermee begon de Spaanse Onafhankelijkheidsoorlog.
Tot op de dag van vandaag wordt Olivenza opgeëist door zowel Spanje als Portugal. Volgens Portugal werd het gebied door Spanje teruggegeven bij het Verdrag van Parijs in 1814 en het Verdrag van Wenen in 1815, maar Spanje erkent dit niet.